# David Siveter
David John Siveter (geb. 12. März 1946 in Wolverhampton) ist ein britischer Paläontologe, der sich vor allem mit Ostrakoden und anderen Mikrofossilien beschäftigt.

## Leben
Schon während seiner Schulzeit nahm Siveter an Geologiekursen und -exkursen teil. Zusammen mit seinem Zwillingsbruder Derek J. Siveter besuchte er die Universität Leicester und studierte dort unter Peter Colley Sylvester-Bradley. Dieser schlug sein Dissertationsthema über silurische Ostrakoden vor. Heute ist Siveter emeritierter Professor für Paläontologie an der Universität Leicester.
Seit 1970 ist er Mitglied der als British Micropalaeontological Group gegründeten heutigen Micropalaeontological Society, deren Vorsitzender er von 2004 bis 2007 war. 2014 wurde ihm die Brady-Medaille der Gesellschaft verliehen und im Jahr darauf wurde er zum Ehrenmitglied ernannt.

## Veröffentlichungen
Siveter veröffentlichte in seiner Laufbahn bisher annähernd 200 Publikationen, eine kleine Auswahl:
- The superfamily Beyrichiacea (Ostracoda) from the Silurian and Devonian systems of Britain. Submitted for the degree of Doctor of Philosophy in the Faculty of Science University of Leicester. 1914 (englisch, Leicester Research Archive [abgerufen am 12. Mai 2017] PhD Thesis).
- Hou Xian-Guang, Richard J. Aldridge, Jan Bergström, David J. Siveter, Derek J. Siveter, Feng Xiang-Hong: The Cambrian Fossils of Chengiang, China. The Flowering of Early Animal Life. Blackwell Science Ltd, Oxford 2007, ISBN 978-1-4051-6719-2 (englisch, 248 S.).